# P-15 (radar)
Radarul P-15 (în rusă ”Tpoпa” index GRAU 1RL13, după clasificarea NATO ”Flat Face A”), a fost un radiotelemetru sovietic, produs și exploatat din anul 1955 în fosta URSS. Radarul a fost și în înzestrarea țărilor fostului Tratat de la Varșovia, inclusiv în Armata României. În prezent nu se exploatează.

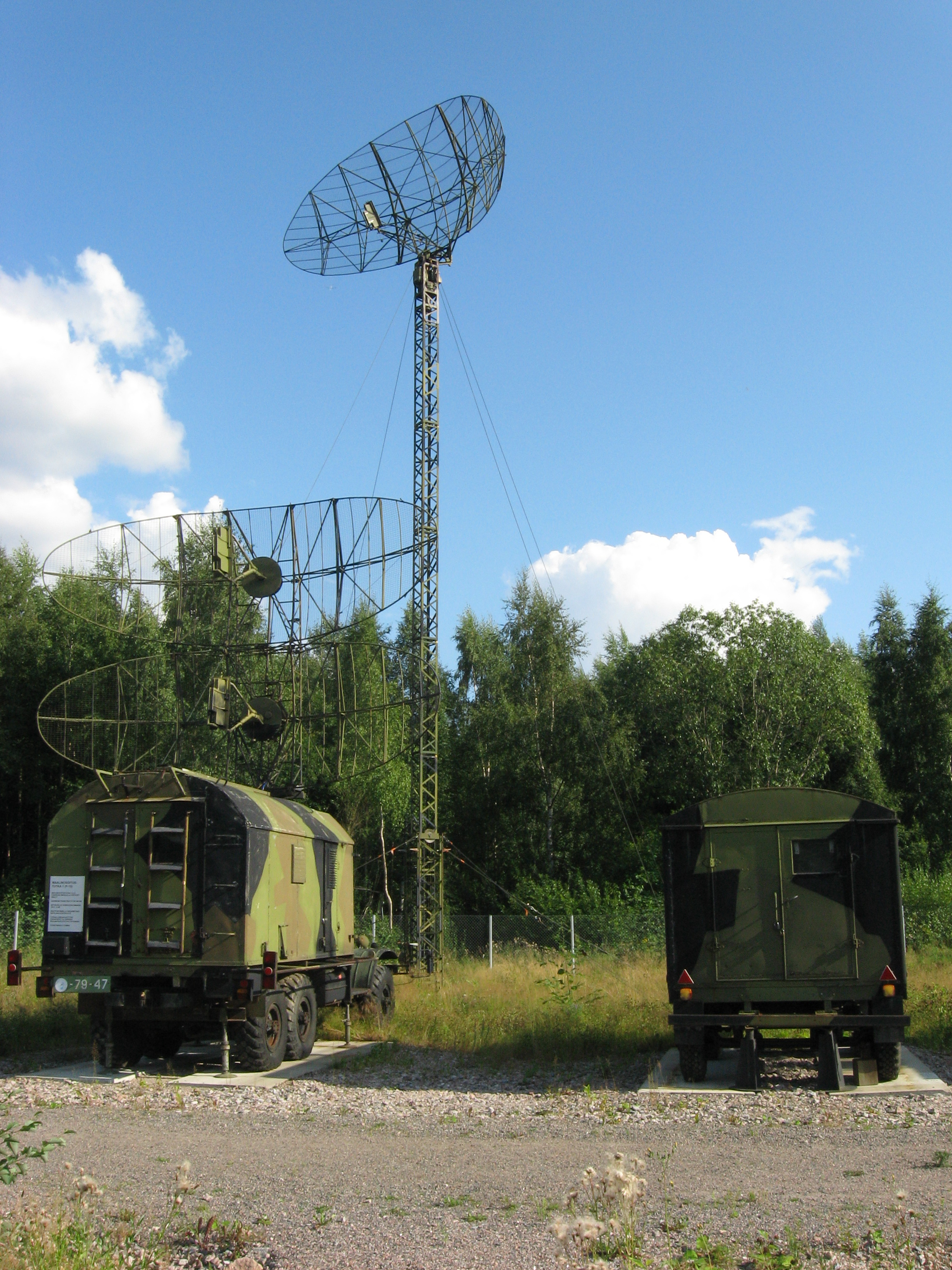
Radarul P-15 în dispozitiv de luptă. În plan secund pilonul ”Unja” cu antena radarului P-15.

## Scurt istoric
În anul 1952, Institutul 244 de Cercetări Științifice al Ministerului pentru Armamente, din Moscova, a început dezvoltarea stației de detectare a mijloacelor aeriene care zboară la mică înălțime, în gama undelor decimetrice ”Tropa” - radarul P-15. Prototipul experimental al acestei stații (proiectant-șef B.P. Lebedev), în  anul 1955, a trecut testele în poligon cu succes. Stația a fost adoptată de către armata sovietică. Aceasta a fost utilizată pe scară largă în formațiunile radiotehnice din Trupele de Apărare Antiaeriană a țării, Forțele Aeriene și Marina Militară precum și în Apărarea Antiaeriană a Armatei. După o serie de modernizări a fost folosită în posturile de radiolocație ale formațiunilor radiotehnice și în punctele de comandă ale formațiunilor de artilerie și rachete antiaeriene ale eșaloanelor operative și tactice din Ap.A.A. Pe tot timpul exploatării au fost lansate următoarele modernizări:
- P-15M ”Tpoпa-M” - introdusă în exploatare în anul 1959;
- P-15N introdusă în exploatare în anul 1962;
- P-15NM introdusă în exploatare în anul 1970.

## Destinație
Radarul P-15 a fost destinat pentru cercetarea spațiului aerian, descoperirea și urmărirea mijloacelor aeriene care evoluează până la 6.000 m, în limitele zonei de cercetare, determinarea apartenenței de stat și transmiterea coordonatelor acestora (distanță și azimut) beneficiarilor informațiilor despre situația aeriană. 

## Scurtă prezentare
Radarul P-15 folosește ca emițător un magnetron reacordabil în gama undelor decimetrice. În calea de recepție radarul folosește trei moduri de lucru: amplitudine, amplitudine cu acumulare și coerent în impuls. Radarul este protejat la bruiajul activ prin trecerea rapidă pe o altă frecvență de lucru, din patru preselectate și la bruiajul pasiv produs de reflectorii dipol sau obiectele din teren prin schema coerentă în impuls cu compensare după o perioadă. Sistemul de antenă avea două reflectoare formate dintr-o secțiune de paraboloid, în centrul cărora se găseau două radiatoare alimentate în fază sau în opoziție. Schimbarea diagramei de directivitate a antenelor se putea face în fază sau în opoziție.
Ca o opțiune acest radar a primit o antenă specială pe un pilon cu o înălțime de până la 30 de metri (antena ”Unja”). Funcționând cu antena pe acest pilon înălțimea maximă de descoperire a fost redusă, dar diagrama antenei se aduce mai aproape de suprafața pământului și pentru acest lucru radarul putea, de asemenea, localiza ușor avioanele care zboară la înălțime foarte mică (300 - 500 m). 
Radarul a fost echipat cu sistemul de interogare prin radiolocație care lucra în sistemul de recunoaștere ”Kremnîi-2”, NRZ-15. Radarul P-15 a fost montat pe un vehicul împreună cu sistemul de antenă cu două etaje și putea fi gata de luptă din poziția de marș în 10 minute. Unitatea de furnizare a energiei electrice era transportată în remorcă.
- În anul 1959 s-au desfășurat testele în poligon cu radarul modernizat P-15M . În radarul P-15M s-a folosit regimul automat și semiautomat de selecție a țintei. În sistemul de selecție a țintelor mobile (SȚM) în locul liniilor de întârziere cu mercur au fost utilizate linii din aliaj masiv. A fost introdusă aparatura de conjugare cu sistemul automatizat de conducere ”Vozduh-1P”.
- În anul 1962, s-au executat teste de stat cu radarul P-15N, dintre care un prototip a fost dezvoltat de OKB al Uzinei Mecanice din Ulianovsk (UMZ). Modificarea la stația P-15 a constat într-o reciclare parțială a dispozitivelor și s-au introdus suplimentar altele care să îmbunătățească caracteristicile tehnice și operaționale ale radarului, în special, sistemul de selecție a țintelor mobile (SȚM).
- În anul 1963 în poligonul de încercare Donguz au fost testate, la radarul P-15N, amplificatoarele de frecvență foarte înaltă (FFI) parametrice, dezvoltate de OKB al UMZ. Raza de detectare a radarului a crescut prin mărirea sensibilității receptorului cu 14% (coeficientul de zgomot a ajuns la 2-2,5). A fost introdus, de asemenea, regimul de fazare a heterodinei coerente cu semnalul ecou (coerență externă). Acest mod de funcționare a îmbunătățit simțitor lucrul schemei SȚM. Fiabilitatea scăzută, instabilitatea la variații de  temperatură și lipsa de protecție a amplificatoarelor parametrice a cerut revederea lor.
- În anul 1970, în poligon, s-au desfășurat teste ale radarului P-15NM la care, în comparație cu radarul P-15N, a fost introdus în plus echipament de pâlpâire (întreruperea cu intermitență a emisiei) pentru a proteja stația împotriva rachetelor antiradiolocație de tip "Shrike" și  schema de control terestru a semnalelor de răspuns a sistemului de recunoaștere. În același an s-au efectuat teste comparative ale sistemului SȚM al acestui radar cu compensarea după o perioadă (CDP) și după două perioade a bruiajului pasiv și, de asemenea, selecția țintelor mobile cu filtre Doppler. Caracteristicile cele mai bune de suprimare a bruiajului le-a avut  sistemul SȚM cu compensarea după două perioade (suprimarea până la 25-27 dB). Sistemul de filtrare al țintelor mobile, datorită caracteristicilor filtrului Doppler, a fost cu rezultate puțin mai slabe decât dubla compensare după o perioadă. În viitor, sistemele de selecție a țintelor mobile au primit o dezvoltare prioritară și introducerea lor, în radarele care funcționează pentru descoperirea țintelor care zboară la înălțimi mici, oferă un coeficient de suprimare a bruiajului pasiv și a reflexiilor de la obiectele fixe din teren de peste 50 dB.

La începutul anilor '70 radarul P-15NM a fost în mare măsură înzestrat cu noi componente de bază și dotat cu interogator de la sol (NRZ) în noul sistem de identificare "Kremnîi-2M" (aparatura ”Parola”). Ca urmare a modernizării radarului, acesta a fost numit P-19 ("Dunărea", index GRAU - 1RL134) și după testare, în 1974 a fost introdus în înzestrare.

## Date tehnico-tactice
- frecvența de lucru: 830 – 882 MHz;
- frecvența de repetiție a impulsurilor: 500 și 680 Hz;
- durata impulsului de sondaj: 2 microsecunde;
- sensibilitatea receptorului: 2 microvolți
- puterea în impuls: 270 – 300 kw;
- puterea medie: 270 W;
- distanța maximă de descoperire pentru un avion de vânătoare: 
  - la înălțimea de 500 m: 60 km;
  - la înălțimea de 3.000 m: 110 km;
- capacitatea de separare în distanță: 300 m
- lățimea diagramei de directivitae în azimut: 4,5 grade;
- viteza de rotire a antenei: 6 ture/minut